# Cseh Sándor (politikus)
Cseh Sándor (Gebe, 1934. november 28. –) magyar kertészmérnök, politikus, országgyűlési képviselő (1998–2002, MIÉP, FKGP).

## Életpályája

### Iskolái
1944-ben került a Debreceni Református Kollégiumba, ahol 1953-ban érettségizett. 1953–1956 között a Kertészeti Főiskola hallgatója volt, de letartóztatása miatt kizárták. 1965–1969 között a Nyíregyházi Mezőgazdasági Főiskola hallgatója volt.

### Pályafutása
Az 1956-os forradalomban való részvételéért letratóztatták, internálták és elítélték. 1959-ben szabadult. 1959–1961 között Gebén erdei napszámos, favágó, majd a MÁV-nál pályamunkás volt. 1969–1974 között a Borosd-Abaúj-Zemplén és Hajdú-Bihar Megyei Mezőgazdasági Értékesítési Központ tárolásvezetője és termelési szervezője volt. 1974–1985 között a nyírkátai Rákóczi Tsz. főkertésze volt. 1985-től rokkantnyugdíjas.

### Politikai pályafutása
1988–1989 között az SZDSZ tagja volt. 1989–1992 között az FKGP tagja, a debreceni szervezet titkára volt. 1990-ben és 2006-ban országgyűlési képviselőjelölt volt (FKGP, illetve Kereszténydemokrata Párt). 1990–1991 között az FKGP országos alelnöke volt. 1990–1994 között debreceni önkormányzati képviselő volt. 1991-ben az FKGP első alelnöke volt. 1992-ig az FKGP Hajdú-Bihar megyei elnöke volt. 1992-ben kizárták az FKGP-ből. 1993–1996 között a Kiegyezés FKGP elnöke volt. 1996–1997 között a Magyarországi Kisgazdák Szövetségének ügyvezető elnöke volt. 1997–1998 között a Kisgazda Szövetség ügyvezető elnöke, 1998-tól elnöke volt. 1998-ban az Ügyrendi bizottság tagja volt. 1998–1999 között a Területfejlesztési bizottság, valamint a Mentelmi, összeférhetetlenségi és mandátumvizsgáló bizottság tagja és az Európai integrációs albizottság tagja volt. 1998–2002 között országgyűlési képviselő volt (1998–1999: MIÉP; 1999–2001: Független; 2001–2002: FKGP). 1999-ben a Vidékfejlesztési, területrendezési és infrastruktúra albizottság tagja volt. 1999–2002 között a Számvevőszéki bizottság tagja volt. 2001–2002 között az Informatikai és távközlési bizottság alelnöke volt. 2002-ben a Kisgazdapárt elnöke volt. 2002–2005 között ismét az FKGP tagja, 2004–2005 között alelnöke volt. 2005-től a Független Kisgazda-, Nemzeti Egységpárt alelnöke volt.